# Paranoia, Angels, True Love
Paranoia, Angels, True Love è il quarto album in studio del cantante francese Christine and the Queens, pubblicato nel 2023.

## Tracce
Disco 1 - Paranoia
1. Overture – 1:23
2. Tears Can Be So Soft – 5:11
3. Marvin Descending – 4:06
4. A Day in the Water – 4:01
5. Full of Life – 4:32
6. Angels Crying in My Bed (featuring Madonna) – 4:26
7. Track 10 – 11:09

Disco 2 - Angels
1. Overture (featuring Mike Dean) – 1:26
2. He's Been Shining for Ever, Your Son – 5:01
3. Flowery Days – 3:00
4. I Met an Angel (featuring Madonna) – 6:06
5. True Love (featuring 070 Shake) – 5:47
6. Let Me Touch You Once (featuring 070 Shake) – 3:15
7. Aimer, puis vivre – 4:50

Disco 3 - True Love
1. Shine – 5:52
2. We Have to Be Friends – 4:14
3. Lick the Light Out (featuring Madonna) – 6:31
4. To Be Honest – 3:41
5. I Feel Like an Angel – 4:31
6. Big Eye – 7:47

### Sample
- Tears Can Be So Soft contiene aun sample del brano di Marvin Gaye Feel All My Love Inside, scritto dallo stesso Gaye con Leon Ware.
- Full of Life contiene un sample del Canone di Pachelbel, composizione musicale di Johann Pachelbel.
- Track 10 include un sample di Lucky Man, canzone scritta da Greg Lake e interpretata dal gruppo Emerson, Lake & Palmer.

## Classifiche
| Classifica (2023) | Posizione massima |
| ----------------- | ----------------- |
| Belgio (Fiandre)  | 9                 |
| Belgio (Vallonia) | 9                 |
| Francia           | 19                |
| Germania          | 40                |
| Regno Unito       | 7                 |
| Svizzera          | 25                |